# Dolný Vadičov
Dolný Vadičov – wieś (obec) w północnej Słowacji, w powiecie Kysucké Nové Mesto, w kraju żylińskim. Pierwsza pisemna wzmianka o miejscowości pochodzi z 1359 roku.